# 17.ª etapa da Volta a Espanha de 2021
A 17.ª etapa da Volta a Espanha de 2021 teve lugar a 1 de setembro de 2021 entre Unquera e Lagos de Covadonga sobre um percurso de 185,8 km e foi vencida pelo esloveno Primož Roglič da equipa Jumbo-Visma, que também recuperou a camisola vermelha de líder.

## Classificação da etapa
| Unquera - Lagos de Covadonga | alta montanha | (185,8 km) |

| \| Classificação por etapas \| Classificação por etapas \| Classificação por etapas \| Classificação por etapas \| Classificação por etapas \| \| Ciclista \| Ciclista \| Equipe \| Tempo \| \| \| ------------------------ \| ------------------------ \| ---------------------------------- \| ------------------------ \| ------------------------ \| \| 1. \| Primož Roglič \| Jumbo-Visma \| 4h34m45s \| \| \| 2. \| Sepp Kuss \| Jumbo-Visma \| + 1m35s \| \| \| 3. \| Miguel Ángel López \| Movistar Team \| + 1m35s \| \| \| 4. \| Adam Yates \| Ineos Grenadiers \| + 1m35s \| \| \| 5. \| Jack Haig \| Bahrain Victorious \| + 1m35s \| \| \| 6. \| Enric Mas \| Movistar Team \| + 1m35s \| \| \| 7. \| Egan Bernal \| Ineos Grenadiers \| + 1m35s \| \| \| 8. \| Gino Mäder \| Bahrain Victorious \| + 1m35s \| \| \| 9. \| Louis Meintjes \| Intermarché-Wanty-Gobert Matériaux \| + 2m29s \| \| \| 10. \| Clément Champoussin \| AG2R Citroën Team \| + 2m44s \| \| |                     |                                    |          |
| |                     |                                    |          |
| Fonte: ProCyclingStats |                     |                                    |          |
| Classificação por etapas |                     |                                    |          |
| Ciclista | Ciclista            | Equipe                             | Tempo    |
| 1. | Primož Roglič       | Jumbo-Visma                        | 4h34m45s |
| 2. | Sepp Kuss           | Jumbo-Visma                        | + 1m35s  |
| 3. | Miguel Ángel López  | Movistar Team                      | + 1m35s  |
| 4. | Adam Yates          | Ineos Grenadiers                   | + 1m35s  |
| 5. | Jack Haig           | Bahrain Victorious                 | + 1m35s  |
| 6. | Enric Mas           | Movistar Team                      | + 1m35s  |
| 7. | Egan Bernal         | Ineos Grenadiers                   | + 1m35s  |
| 8. | Gino Mäder          | Bahrain Victorious                 | + 1m35s  |
| 9. | Louis Meintjes      | Intermarché-Wanty-Gobert Matériaux | + 2m29s  |
| 10. | Clément Champoussin | AG2R Citroën Team                  | + 2m44s  |

## Classificações ao final da etapa

### Classificação geral
| \| Classificação geral \| Classificação geral \| Classificação geral \| Classificação geral \| Classificação geral \| \| Ciclista \| Ciclista \| Equipe \| Tempo \| \| \| ------------------- \| ------------------- \| ------------------- \| ------------------- \| ------------------- \| \| 1. \| Primož Roglič \| Jumbo-Visma \| 68h42m56s \| \| \| 2. \| Enric Mas \| Movistar Team \| + 2m22s \| \| \| 3. \| Miguel Ángel López \| Movistar Team \| + 3m11s \| \| \| 4. \| Jack Haig \| Bahrain Victorious \| + 3m46s \| \| \| 5. \| Guillaume Martin \| Cofidis \| + 4m16s \| \| \| 6. \| Egan Bernal \| Ineos Grenadiers \| + 4m29s \| \| \| 7. \| Adam Yates \| Ineos Grenadiers \| + 4m45s \| \| \| 8. \| Sepp Kuss \| Jumbo-Visma \| + 5m04s \| \| \| 9. \| Felix Großschartner \| Bora-Hansgrohe \| + 6m54s \| \| \| 10. \| Gino Mäder \| Bahrain Victorious \| + 6m58s \| \| |                     |                    |           |
| |                     |                    |           |
| Fonte: ProCyclingStats |                     |                    |           |
| Classificação geral |                     |                    |           |
| Ciclista | Ciclista            | Equipe             | Tempo     |
| 1. | Primož Roglič       | Jumbo-Visma        | 68h42m56s |
| 2. | Enric Mas           | Movistar Team      | + 2m22s   |
| 3. | Miguel Ángel López  | Movistar Team      | + 3m11s   |
| 4. | Jack Haig           | Bahrain Victorious | + 3m46s   |
| 5. | Guillaume Martin    | Cofidis            | + 4m16s   |
| 6. | Egan Bernal         | Ineos Grenadiers   | + 4m29s   |
| 7. | Adam Yates          | Ineos Grenadiers   | + 4m45s   |
| 8. | Sepp Kuss           | Jumbo-Visma        | + 5m04s   |
| 9. | Felix Großschartner | Bora-Hansgrohe     | + 6m54s   |
| 10. | Gino Mäder          | Bahrain Victorious | + 6m58s   |

### Classificação por pontos
| Classificação por pontos | Classificação por pontos | Classificação por pontos | Classificação por pontos | Classificação por pontos |
| Ciclista                 | Ciclista                 | Equipe                   | Pontos                   |                          |
| ------------------------ | ------------------------ | ------------------------ | ------------------------ | ------------------------ |
| 1.                       | Fabio Jakobsen           | Deceuninck-Quick Step    | 250 pts                  |                          |
| 2.                       | Primož Roglič            | Jumbo-Visma              | 145 pts                  |                          |
| 3.                       | Matteo Trentin           | UAE Team Emirates        | 123 pts                  |                          |
| 4.                       | Magnus Cort              | EF Education-Nippo       | 114 pts                  |                          |
| 5.                       | Michael Matthews         | BikeExchange             | 110 pts                  |                          |
| 6.                       | Alberto Dainese          | Team DSM                 | 109 pts                  |                          |
| 7.                       | Arnaud Démare            | Groupama-FDJ             | 88 pts                   |                          |
| 8.                       | Enric Mas                | Movistar Team            | 85 pts                   |                          |
| 9.                       | Egan Bernal              | Ineos Grenadiers         | 73 pts                   |                          |
| 10.                      | Miguel Ángel López       | Movistar Team            | 72 pts                   |                          |

### Classificação da montanha
| Classificação da montanha | Classificação da montanha | Classificação da montanha          | Classificação da montanha | Classificação da montanha |
| Ciclista                  | Ciclista                  | Equipe                             | Pontos                    |                           |
| ------------------------- | ------------------------- | ---------------------------------- | ------------------------- | ------------------------- |
| 1.                        | Romain Bardet             | Team DSM                           | 51 pts                    |                           |
| 2.                        | Michael Storer            | Team DSM                           | 34 pts                    |                           |
| 3.                        | Damiano Caruso            | Bahrain Victorious                 | 33 pts                    |                           |
| 4.                        | Primož Roglič             | Jumbo-Visma                        | 33 pts                    |                           |
| 5.                        | Rafał Majka               | UAE Team Emirates                  | 29 pts                    |                           |
| 6.                        | Jack Haig                 | Bahrain Victorious                 | 19 pts                    |                           |
| 7.                        | Sepp Kuss                 | Jumbo-Visma                        | 19 pts                    |                           |
| 8.                        | Pavel Sivakov             | Ineos Grenadiers                   | 16 pts                    |                           |
| 9.                        | Egan Bernal               | Ineos Grenadiers                   | 10 pts                    |                           |
| 10.                       | Rein Taaramäe             | Intermarché-Wanty-Gobert Matériaux | 10 pts                    |                           |

### Classificação dos jovens
| Classificação dos jovens | Classificação dos jovens | Classificação dos jovens | Classificação dos jovens | Classificação dos jovens |
| Ciclista                 | Ciclista                 | Equipe                   | Tempo                    |                          |
| ------------------------ | ------------------------ | ------------------------ | ------------------------ | ------------------------ |
| 1.                       | Egan Bernal              | Ineos Grenadiers         | 68h47m25s                |                          |
| 2.                       | Gino Mäder               | Bahrain Victorious       | + 2m29s                  |                          |
| 3.                       | Juan Pedro López         | Trek-Segafredo           | + 10m35s                 |                          |
| 4.                       | Rémy Rochas              | Cofidis                  | + 26m39s                 |                          |
| 5.                       | Clément Champoussin      | AG2R Citroën Team        | + 33m55s                 |                          |
| 6.                       | Aleksandr Vlasov         | Astana-Premier Tech      | + 35m40s                 |                          |
| 7.                       | Steff Cras               | Lotto-Soudal             | + 58m39s                 |                          |
| 8.                       | Jefferson Cepeda         | Caja Rural-Seguros RGA   | + 1h02m01s               |                          |
| 9.                       | Gotzon Martín            | Euskaltel-Euskadi        | + 1h10m37s               |                          |
| 10.                      | Pavel Sivakov            | Ineos Grenadiers         | + 1h27m48s               |                          |

### Classificação por equipas
| Classificação por equipes | Classificação por equipes          | Classificação por equipes | Classificação por equipes |
| Equipe                    | Equipe                             | Tempo                     |                           |
| ------------------------- | ---------------------------------- | ------------------------- | ------------------------- |
| 1.                        | Bahrain Victorious                 | 206h19m32s                |                           |
| 2.                        | Jumbo-Visma                        | + 6m37s                   |                           |
| 3.                        | Ineos Grenadiers                   | + 8m49s                   |                           |
| 4.                        | Movistar Team                      | + 30m00s                  |                           |
| 5.                        | Intermarché-Wanty-Gobert Matériaux | + 41m21s                  |                           |
| 6.                        | UAE Team Emirates                  | + 44m23s                  |                           |
| 7.                        | Trek-Segafredo                     | + 1h16m09s                |                           |
| 8.                        | AG2R Citroën Team                  | + 1h16m46s                |                           |
| 9.                        | Cofidis                            | + 1h22m52s                |                           |
| 10.                       | Astana-Premier Tech                | + 1h44m28s                |                           |

## Abandonos
Kenny Elissonde, Luis León Sánchez, Itamar Einhorn, Sander Armée e Mikel Landa não completaram a etapa.